# دار الصك السويسرية

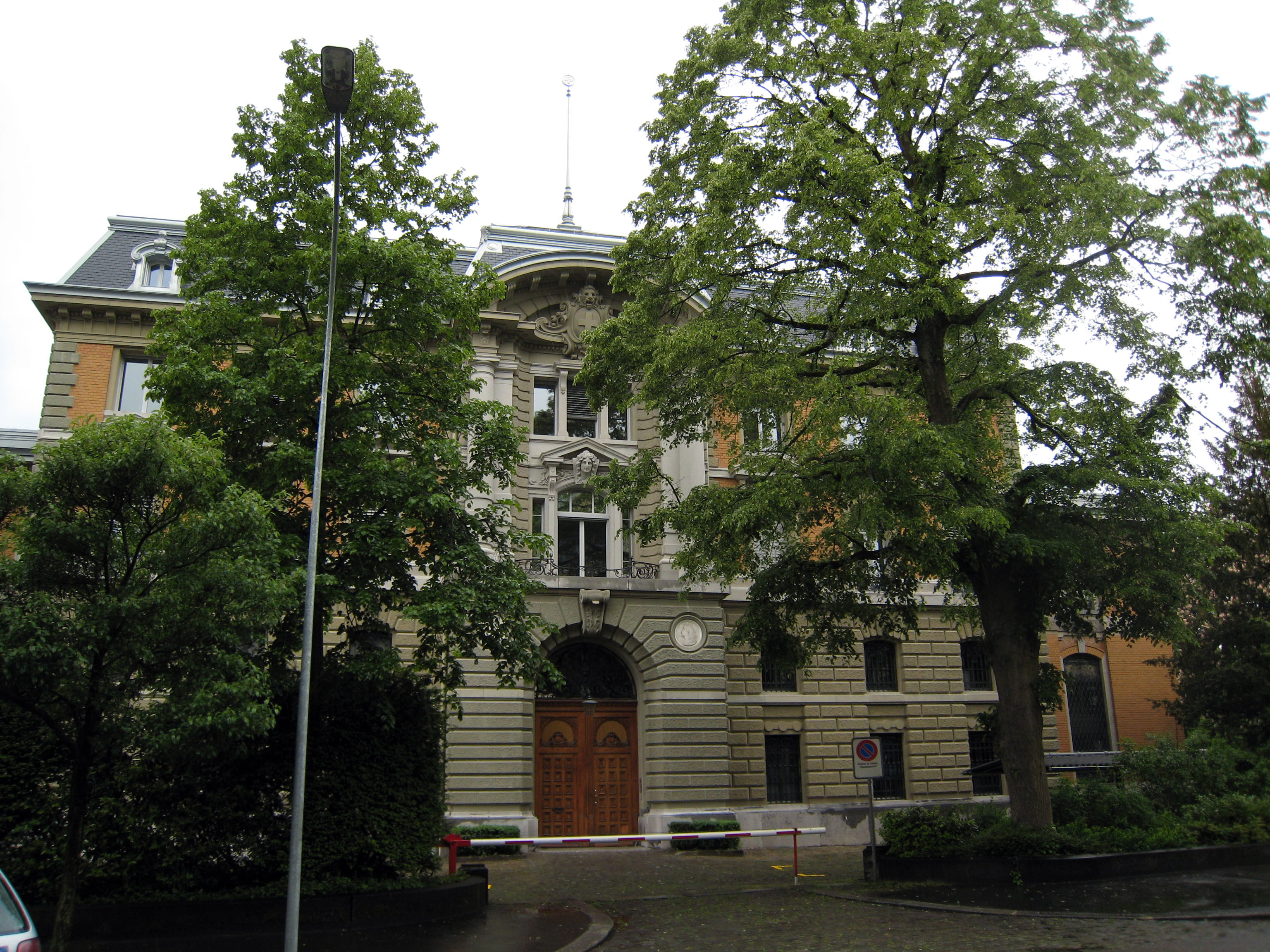
مبنى دار الصك السويسرية.

دار الصك السويسرية هي دار السك الرسمية في الاتحاد السويسري. وهي المسؤولة عن صك القطع المعدنية من الفرنك السويسري، سواء كانت عملات أو سبائك متنوعة. بصرف النظر عن صنع القطع النقدية للحكومة فإن دار الصك تصنع أيضًا الميداليات التذكارية والعملات المعدنية للعملاء من القطاع الخاص.